# Banovine de la Drina
1929–1941
Entités suivantes :
- Banovine de Croatie (1939)
- République populaire de Bosnie-Herzégovine (1945)
- République populaire de Serbie (1945)

La banovine de la Drina ou banat de la Drina (en serbe et en bosnien : Дринска бановина et Drinska banovina) était une province ou banovine du royaume de Yougoslavie entre 1929 et 1941. Son chef lieu était à Sarajevo et elle incluait des parties actuellement situées en Bosnie-Herzégovine et en Serbie. Elle devait son nom à la rivière Drina.

## Histoire

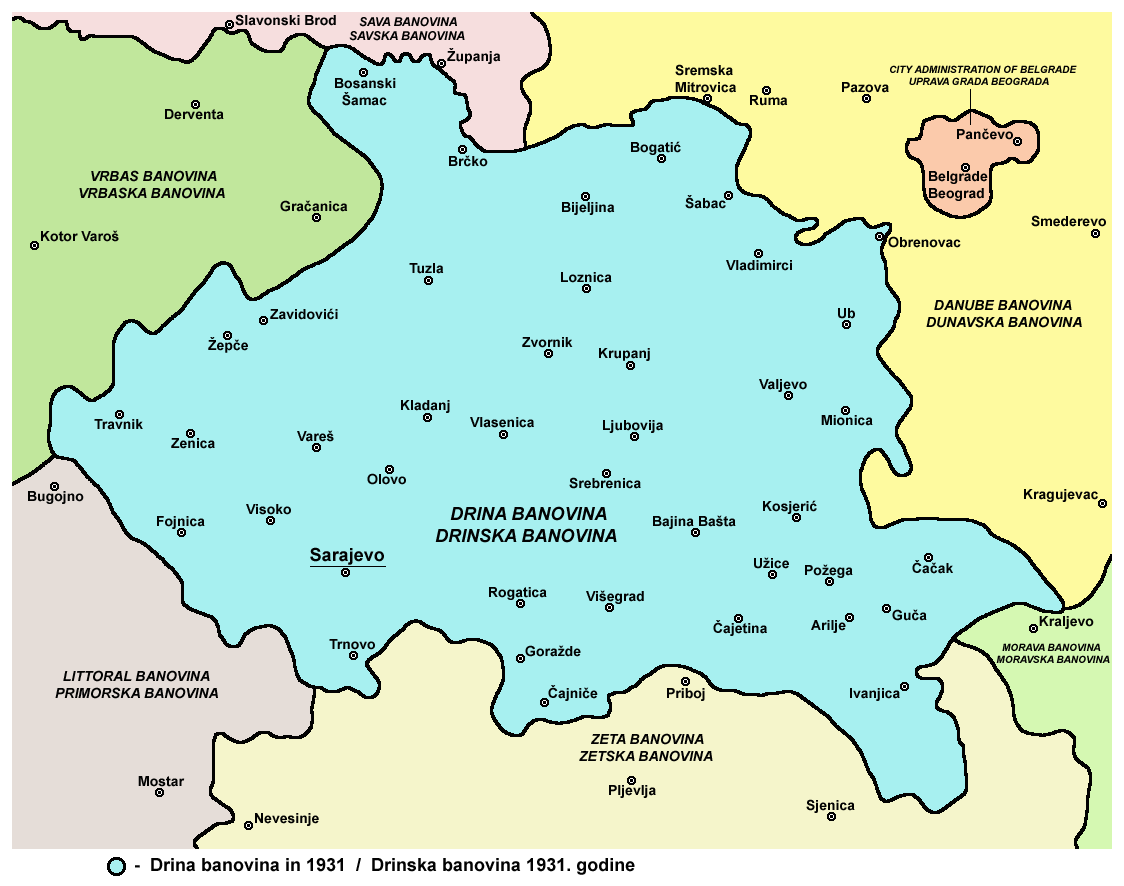
Banovine de la Drina entre 1929 et 1939

La banovine de la Drina a été créée le 3 octobre 1929, avec la loi sur l'organisation administrative du royaume de Yougoslavie nouvellement créé.
Après la création de la banovine de Croatie en 1939, une partie située au nord du territoire fut intégrée à la nouvelle entité.
Pendant la Seconde Guerre mondiale, en 1941, les puissances de l'Axe occupèrent la banovine de la Drina. La province fut supprimée et son territoire partagé entre l'État indépendant de Croatie et la Serbie occupée par les nazis.
Après la guerre, son territoire fut divisé entre la république populaire de Bosnie-Herzégovine et la république populaire de Serbie (devenues respectivement en 1963, république socialiste de Bosnie-Herzégovine et république socialiste de Serbie), au sein de la république fédérale socialiste de Yougoslavie.

## Politique

### Ban
Il y eut huit différents ban au cours de l'existence de la banovine de la Drina, c'est-à-dire son gouverneur:
- Velimir Popović (1929-1934)
- Predrag Lukić (1935-1937)
- Dušan Davidović (1937-1938)
- Mihailo Krečković (1938-1939)
- Radoslav Dunjić (1939)
- Vladimir Jevtić (1939)
- Ilija Popović (1939-1940)
- Stanoje Mihaldžić (1940-1941)